# Wanda Szrajber
Wanda Szrajber (ur. 2 lutego 1886 w Warszawie, zm. 19 maja 1962 w Poniatowie pod Żurominem) – polska artystka, ceramiczka, pedagożka.

## Życiorys
Była córką Wandy z Mielęckich i Eligiusza Wiktora Szrajbera – architekt, geodeta oraz tłumacz dzieł Józefa Ignacego Kraszewskiego na język niemiecki. W latach 1904–1906 studiowała na Warszawskiej Szkole Sztuk Pięknych, gdzie prócz rysunku, malarstwa, rzeźby i grafiki uczestniczyła w otwartych zajęciach sztuki stosowanej, co było wówczas nowością w szkolnictwie artystycznym. Szrajberówna zwana przez znajomych „Przepióreczką” lub „Parasolem” już wtedy wykazywała duże zdolności pedagogiczne, ponieważ prowadziła wraz ze swoimi profesorami niedzielne kursy rysunku dla rzemieślników a także dla dzieci. 
Podczas jednego z plenerów zimowych w Rybniszkach pod Witebskiem poznała dr Karola Benni, który był prezesem Towarzystwa Popierania Przemysłu Ludowego. Prawdopodobnie dzięki niemu otrzymała stypendium i w 1907 roku wyjechała na półroczne studia do L’Académie de la Grande Chaumiére w Paryżu, a następnie spędziła dwa lata w Szkole Sztuk Stosowanych w Miluzie. Po powrocie do Polski pracowała przez 4 lata w Szkole Akcyjnej w Zawierciu.
W czasie I wojny światowej pracowała jako nauczycielka rysunku w Żeńskiej Szkole Udziałowej w Płocku. Podczas wojny polsko-bolszewickiej w 1920 pracowała w Zegrzu jako instruktorka kulturalno-oświatowa na zapleczu frontu –  dla żołnierzy organizowała przedstawienia i spektakle marionetkowe.
W czerwcu 1921 uczestniczyła w plenerze artystycznym na Kaszubach prywatnej szkoły artystycznej profesora Konrada Krzyżanowskiego. W wolnych chwilach odwiedzał wsie w okolicach Kartuz i szukając wytworów ceramiki ludowej. W Chmielnie podjęła praktykę w zakładzie garncarskim Franciszka Necla. W styczniu 1922 rozpoczęła edukację w Państwowej Szkole Sztuk Zdobniczych i Przemysłu Artystycznego w Poznaniu. Podczas studiów wykonała ilustracje do Elementarza dla szkól powszechnych w Wielkopolsce Ludwika Piotrowskiego (1923). 3 lutego 1923 wraz z wujem Stanisławem Jagminem otwarła w Zachęcie pierwszą wystawę ceramiki polskiej. Prace Wandy Szrajber przyjęto z dużym entuzjazmem. W maju tego samego roku pokazywała swoje pracy na Międzynarodowej Wystawie Przemysłu Artystycznego w Monzie pod Mediolanem.
W roku 1924 otworzyła w domu swojego wuja Stanisława Jagmina w Wiśniewie (obecnie Białołęka) Stację Doświadczalną dla Ceramiki Ludowej, gdzie edukowano rzemieślników w zakresie techniki, estetyki i ekonomii wytwarzania wyrobów ceramicznych. Kierowała ta placówką z ramienia Towarzystwa Popierania Przemysłu Ludowego do roku 1931.
Jednym z największych sukcesów artystki był udział w Międzynarodowej Wystawie Sztuki Dekoracyjnej i Wzornictwa w Paryżu w 1925 roku. Za projekt haftowanego obrusa otrzymała dyplom honorowy.
W roku 1935 wróciła do Płocka i podjęła pracę w Prywatnej Żeńskiej Szkole Zawodowej prowadzonej przez Zgromadzenie Sióstr Służek NMP Niepokalanej jako nauczycielka rysunku i robót ręcznych. Rok później wstąpiła do zakonu przyjmując imię Dominika. W 1936 zorganizowała i prowadziła w Płocku Kursy Pamiątkarstwa Regionalnego oparte na metodzie indywidualnego rozwijania wrodzonych predyspozycji i niekorzystania z gotowych wzorów. W 1938 roku opuściła Płock i wyjechała do domu generalnego służek w Mariówce. Okres okupacji spędziła w Częstochowie, gdzie kontynuowała nieoficjalnie działania artystyczno-pedagogiczne w pracowni siostry Józefaty Bogolubow. Po 1945 pracownia ta przemieniła się w Fabrykę Wyrobów Ceramicznych „Czyn” i kontynuując najlepsze tradycje rzemiosła pamiątkarskiego i wyrobu dewocjonaliów. W roku 1953 wytwórnia została upaństwowiona a Wanda Szrajber pracowała w niej odtąd jako szeregowa robotnica do roku 1958, kiedy przeszła ze względu na stan zdrowia na emeryturę. W 1960 przeniosła się do domu sióstr służek w Poniatowie pod Żurominem, gdzie mieszkała aż do śmierci.

## Upamiętnienie
W okresie listopad 2023 – lipiec 2024 Wandzie Szrajber poświęcono część wystawy Prawobrzeżne w warszawskim Muzeum Pragi.
W 2023 miała miejsce premiera filmu dokumentalnego pt. Życie w glinie wypalone. Opowieść o Wandzie Szrajberównie w reż. Krzysztofa Paluszyńskiego.